# Johan Cruijff Schaal
Johan Cruijff Schaal este un trofeu fotbalistic din Țările de Jos, echivalent al Supercupe. Este numit după legendarul fotbalist neerlandez Johan Cruyff. Câștigătoarea trofeului se decide într-o confruntare de un singur meci, jucat între câștigătoarea campionatului național (Eredivisie) și câștigătoarea cupei naționale KNVB Cup. În caz că o singură echipă a câștigat ambele competiții, supercupa va fi disputată între campioana și vicecampioana țării. Tradițional, meciul deschide sezonul fotbalistic neerlandez în luna august, având loc cu o săptămână înainte de startul campionatului.

## Rezultate

### Supercupa
| An   | Câștigător | Marcatori                                    | Scor         | Marcatori   | Finalistă      |
| ---- | ---------- | -------------------------------------------- | ------------ | ----------- | -------------- |
| 1949 | SVV        | Schrumpf Könemann                            | 2–0          |             | Quick Nijmegen |
| 1991 | Feyenoord  | Damaschin 10'                                | 1–0          |             | PSV            |
| 1992 | PSV        | E. Koeman 25'                                | 1–0          |             | Feyenoord      |
| 1993 | Ajax       | Litmanen 18, 62' F. de Boer 47' Overmars 61' | 4–0          |             | Feyenoord      |
| 1994 | Ajax       | Litmanen 13' Oulida 21' Kluivert 25'         | 3–0          |             | Feyenoord      |
| 1995 | Ajax       | R. de Boer 25' Kluivert 102'                 | 2–1 (a.e.t.) | Larsson 27' | Feyenoord      |

### Johan Cruijff Schaal
| An   | Câștigător | Marcatori                                           | Scor         | Marcatori                         | Finalistă     |
| ---- | ---------- | --------------------------------------------------- | ------------ | --------------------------------- | ------------- |
| 1996 | PSV        | Eijkelkamp 48' Degryse 61, 78'                      | 3–0          |                                   | Ajax          |
| 1997 | PSV        | Cocu 23, 90' De Bilde 90'                           | 3–1          | Van Houdt 84'                     | Roda JC       |
| 1998 | PSV        | Khokhlov 23' Bruggink 53'                           | 2–0          |                                   | Ajax          |
| 1999 | Feyenoord  | Tomasson 13' Kalou 15' Paauwe 86'                   | 3–2          | Knopper 45' Grønkjær 53'          | Ajax          |
| 2000 | PSV        | Ramzi 29' Faber 44'                                 | 2–0          |                                   | Roda JC       |
| 2001 | PSV        | Kežman 4' Bruggink 20' Rommedahl 71'                | 3–2          | De Witte 34' Van der Doelen 89'   | FC Twente     |
| 2002 | Ajax       | Van der Vaart 41, 76' Mido 54'                      | 3–1          | Kežman 10'                        | PSV           |
| 2003 | PSV        | Robben 14' van Bommel 47' Kežman 88'                | 3–1          | van de Haar 21'                   | FC Utrecht    |
| 2004 | FC Utrecht | Schut 72' Somers 87, 90'+1' Douglas 90'+5'          | 4–2          | Pienaar 51' Sneijder 80'          | Ajax          |
| 2005 | Ajax       | Boukhari 72' Babel 78'                              | 2–1          | Bouma 51'                         | PSV           |
| 2006 | Ajax       | Rosales 7' Perez 69' Sneijder 81'                   | 3–1          | Cocu 48'                          | PSV           |
| 2007 | Ajax       | Gabri 43'                                           | 1–0          |                                   | PSV           |
| 2008 | PSV        | Lazović 55' Marcellis 67'                           | 2–0          |                                   | Feyenoord     |
| 2009 | AZ         | Holman 15' El Hamdaoui 24' Martens 28' Lens 67, 87' | 5–1          | Papadopulos 60'                   | SC Heerenveen |
| 2010 | FC Twente  | L. de Jong 8'                                       | 1–0          |                                   | Ajax          |
| 2011 | FC Twente  | Janko 21' Ruiz 68'                                  | 2–1          | Alderweireld 54'                  | Ajax          |
| 2012 | PSV        | Toivonen 3', 53' Lens 12' Wijnaldum 90'             | 4–2          | Alderweireld 44' Marcelo (ag) 75' | Ajax          |
| 2013 | Ajax       | Gouweleeuw 69' (o.g.) Sigþórsson 75' de Jong 103'   | 3–2 (a.e.t.) | Guðmundsson 51' Jóhannsson 67'    | AZ            |
| 2014 | PEC Zwolle | Nijland 55'                                         | 1–0          |                                   | Ajax          |
| 2015 | PSV        | L. de Jong 25', 64' Maher 50'                       | 3–0          |                                   | FC Groningen  |

## Performanță după club
| Club           | Trofee | Finale | Anii trofeelor                                             | Anii finalelor                                 |
| -------------- | ------ | ------ | ---------------------------------------------------------- | ---------------------------------------------- |
| PSV            | 10     | 5      | 1992, 1996, 1997, 1998, 2000, 2001, 2003, 2008, 2012, 2015 | 1991, 2002, 2005, 2006, 2007                   |
| Ajax           | 8      | 7      | 1993, 1994, 1995, 2002, 2005, 2006, 2007, 2013             | 1996, 1998, 1999, 2004, 2010, 2011, 2012, 2014 |
| Feyenoord      | 2      | 5      | 1991, 1999,2017,2018                                       | 1992, 1993, 1994, 1995, 2008                   |
| FC Twente      | 2      | 1      | 2010, 2011                                                 | 2001                                           |
| FC Utrecht     | 1      | 1      | 2004                                                       | 2003                                           |
| AZ             | 1      | 1      | 2009                                                       | 2013                                           |
| SVV            | 1      | 0      | 1949                                                       | -                                              |
| Zwolle         | 1      | 0      | 2014                                                       | -                                              |
| Roda JC        | 0      | 2      | –                                                          | 1997, 2000                                     |
| Quick Nijmegen | 0      | 1      | –                                                          | 1949                                           |
| SC Heerenveen  | 0      | 1      | –                                                          | 2009                                           |
| FC Groningen   | 0      | 1      | –                                                          | 2015                                           |